# Pusher (filmserie)
 For alternative betydninger, se Pusher. (Se også artikler, som begynder med Pusher)
Pusher-filmtrilogien, der er instrueret af den danske filminstruktør Nicolas Winding Refn, udforsker den voldelige kriminelle underverden i København. De tre film er stærkt anmelderroste, og på Rotten Tomatoes er deres respektive vurderinger på henholdsvis 83 %, 100 % og 93 %.
Hver film følger en ny hovedperson; narkohandleren Frank (Kim Bodnia) i den første, hans ven og medarbejder Tonny (Mads Mikkelsen) i den anden, og den serbiske bandeleder Milo (Zlatko Burić) i den tredje. Milo er den eneste karakter, der medvirker i samtlige af de tre film.

## Film

### Pusher(1996)
Den første film følger narkohandleren Frank, der kommer i gæld til sin leverandør Milo. Den skildrer hans fordærv, og hvordan hans handlinger tvinger ham længere og længere ud på tynd is, og viser det bittersøde forhold, han har til den prostituerede Vic.
Filmen blev en succes både nationalt såvel som internationalt og markerer begyndelsen på både Refn og Mads Mikkelsens karriere. 

### Pusher II(2004)
Den anden film følger Franks kriminelle sidekick, Tonny. Den illustrerer, hvordan Tonny er rodfæstet i en ond spiral af kriminalitet og stoffer, hans forhold til sin berygtede, kyniske far, og hvordan han tilpasser sig situationen omkring det at blive far selv.

### Pusher III(2005)
Den tredje film viser en dag i den serbiske narkobaron Milos liv. Milo, som var en frygtet og respekteret mand i de to første film, er siden blevet ældre og har ikke det samme greb om underverdenen, som han plejede. Milo taber nu langsomt kampen mod en yngre generation af indvandrere, der ønsker et stykke af kagen. Filmen viser Milos undergang og hans desperate forsøg på at genvinde tronen.

## Hovedpersoner
- Pusher: Frank (Kim Bodnia) – en narkohandler
- Pusher II: Tonny (Mads Mikkelsen) – Franks urolige og impulsive punk-rock ven
- Pusher 3: Milo (Zlatko Buric) – en serbisk-dansk bandeleder, hersker over Københavns underverden og den eneste karakter, der der går igen i alle tre film

## Modtagelse
The New York Times' anmelder Nathan Lee skrev om trilogien: "Fra de usle gader i København - de findes åbenbart - kommer Pusher-trilogien, en skarp dosis af Danmarks råd. Denne hårde trio af underverdensthrillere er skrevet og instrueret af Nicolas Winding Refn og holder sig så tæt på dens persongalleri af gangstere, sutter og morderiske megalomaner, at du næsten kan smage hadet og lugte mavesårene. Forudsat en appetit på uhyggelige film om kriminalitet udgør de et herligt modbydeligt epos."